# Große Fränkische Diebes- und Räuberbande
Bei der Großen Fränkischen Diebes- und Räuberbande, auch Fürther Diebes- und Räuberbande oder Meusel-Bande genannt, handelt es sich um eine heute weitgehend unbekannte Räuberbande, die im ausgehenden 18. Jahrhundert vor allem in Franken, aber auch in der Oberpfalz und anderen umliegenden Gebieten tätig war. Die Gesamtzahl der Bandenmitglieder wurde auf etwa 180 Personen geschätzt.

## Geschichte
Die Anfänge der Räuberbande liegen bisher noch im Dunkeln. Die Strukturen dürften sich wohl spätestens um 1790 herum gebildet haben. Unter dieser großen Räuberbande darf man sich aber keine gemeinsam operierende Räuberhorde vorstellen, die gar auf einen einzigen Räuberhauptmann hörte. Die Einbrüche, Diebstähle und Überfälle wurden immer nur in kleinen Gruppen ausgeführt. Wohl gab es aber einzelne Rädelsführer, die die Bande anführten. Einer dieser Rädelsführer war Franz Troglauer, der später eine eigene Räuberbande gründete.
Die Mitglieder der Bande waren bunt zusammengewürfelt. Sie kamen hauptsächlich aus Franken, teilweise aus der Oberpfalz, teils aber auch aus anderen Teilen Deutschlands oder aus den Nachbarstaaten Frankreich und Polen. Es ist anzunehmen, dass sich viele Mitglieder gegenseitig nicht einmal kannten. So ist es auch verständlich, dass diese Bande keinen exakten Namen bekam, wie das bei anderen zeitgenössischen Räuberhorden der Fall war. Die Gruppe wird in den zeitgenössischen Akten auch „Meusel-Bande“ (nach einem der Rädelsführer namens Jakob Meusel) oder auch „Fürther Diebes und Räuberbande“ genannt. In Fürth soll einer der Hauptstützpunkte gewesen sein. Diese beiden Namen werden in den Akten im Lauf der Zeit jedoch immer seltener.
Die Bande war hervorragend organisiert. Man hatte einen eigenen Buchdrucker, dem man die Herstellung falscher Pässe, Adelsbriefe und sonstiger Papiere verdankte. Durch die vielen Gastwirte in der Diebesbande hatte man an vielen Orten Frankens und der Oberpfalz Schlupfwinkel, zudem dienten viele der Wirte als Hehler zum Umsetzen der gestohlenen Waren. Das Verbreitungsgebiet der Räuberbande anzugeben ist einigermaßen schwierig, da die einzelnen Mitglieder oft unabhängig voneinander vorgingen. Nach den Aussagen eines Bandenmitglieds lässt sich dieses aber etwa so festlegen: Von Schwaben über Augsburg, Nürnberg, Fürth bis nach Römhild in Thüringen. Dazu kommt noch die nördliche Oberpfalz.
Die Zahl der Diebereien, Einbrüche und Überfälle einer solch großen Organisation dürfte in die Hunderte gehen, wobei die meisten Straftaten für heutige Verhältnisse wohl Lappalien wie etwa Lebensmitteldiebstähle waren. Die Bandenmitglieder waren aber durchaus auch auf größere Beute aus, was einige wenige belegte Diebstähle zeigen. Im Jahr 1797 verübte eine Gruppe einen Diebstahl beim Bamberger Weihbischof. Dabei wurde Beute im Wert von 12.000 Gulden gemacht. Unter anderem wurde sogar der Bischofsstab mitgenommen.
Im August 1798 wurde im fränkischen Ort Markt Dachsbach ein Bandenmitglied namens Philipp Schreier festgenommen. Um der Strafe zu entgehen, bot er an, alles zu verraten, was ihm über die Räuberbande bekannt wäre. Das Verhörprotokoll wurde gedruckt und bietet heute einen einmaligen Einblick in die Arbeitsweise einer Räuberbande des 18. Jahrhunderts. Der Verrat Schreiers führte im Endeffekt zur vollständigen Zerschlagung der Bande. Durch das Versenden von gedruckten Steckbriefen war es möglich, eine große Zahl an Mitgliedern an verschiedenen Orten zu verhaften. Zur Untersuchung wurden die Gefangenen meist auf die Festung Wülzburg bei Weißenburg in Bayern transportiert. Hier führte der preußische Kommissar Stadelmann die weiteren Befragungen durch. Im Oktober 1798 wurde berichtet, dass sich auf der Wülzburg bereits über 104 Bandenmitglieder zur Untersuchung befänden. Das Bandenmitglied Wolfgang Troglauer (ein Bruder des vorgenannten Franz Troglauer) konnte aus der Wülzburg fliehen, wurde aber in Bamberg wieder gefangen genommen und zurücktransportiert. Einige Verdächtige (vor allem Frauen) wurden nach einiger Zeit wieder aus der Haft entlassen, andere wurden zu Zuchthausstrafen verurteilt. Der als einer der Rädelsführer beschriebene Franz Troglauer wurde erst im Dezember 1800 gefasst und am 6. Mai 1801 in Amberg am Galgen hingerichtet.